# 烏克雷托湖
55°58′32″N 29°47′25″E / 55.97556°N 29.79028°E
烏克雷托湖（俄语：Укрыто），是俄羅斯的湖泊，位於該國西北部，由普斯科夫州負責管轄，處於涅韋爾區，面積2.3平方公里，集水區面積10.2平方公里，平均水深5.2米，最大水深9.2米。